# Javor Janakijev
Javor Dimitrov Janakijev (bug. Явор Димитров Янакиев, Stara Zagora, Bugarska, 3. lipnja 1985.) bugarski je hrvač i osvajač brončane medalje u hrvanju grčko-rimskim stilom (kategorija do 74 kg) na Olimpijskim igrama u Pekingu 2008.

## Karijera
Janakijev se hrvanjem počeo baviti kao dijete. Prvi trener bio mu je Petar Manev. Trenutno ovaj sportaš nastupa za hrvački klub Slavia Litex. U klubu ga trenira Stojan Dobrev. Janakijev se natječe u grčko-rimskom stilu hrvanja.
Osim olimpijske medalje, među najveće uspjehe Javora Janakijeva, spada i osvajanje naslova svjetskog prvaka na prvenstvu u Bakuu (Azerbajdžan) 2007. godine, te 5. mjesto na Europskom prvenstvu u glavnom bugarskom gradu, Sofiji.

## Nastup na Olimpijskim igrama

### OI 2008. Peking
| Peking 2008.    | Peking 2008. | Peking 2008.          | Peking 2008.      |
| Protivnik       | Zemlja       | Uspjeh                | Natjecanje        |
| --------------- | ------------ | --------------------- | ----------------- |
| Chang Yongxiang | Kina         | 2:3, 1:1 poraz        | Skupina 16        |
| Bez protivnika  | ---          | ---                   | Repesaž, 1. runda |
| Sixto Barrera   | Peru         | 3:0, 4:0 pobjeda      | Repesaž, 2. runda |
| Aleh Mihajlovič | Bjelorusija  | 0:3, 2:0, 2:0 pobjeda | Borba za broncu   |

## Privatni život
Sredinom rujna 2008. Javor Janakojev je u rodnoj Staroj Zagori proglašen počasnim građaninom.

## Vanjske poveznice
- Bugarski hrvački savez